# 新定坊

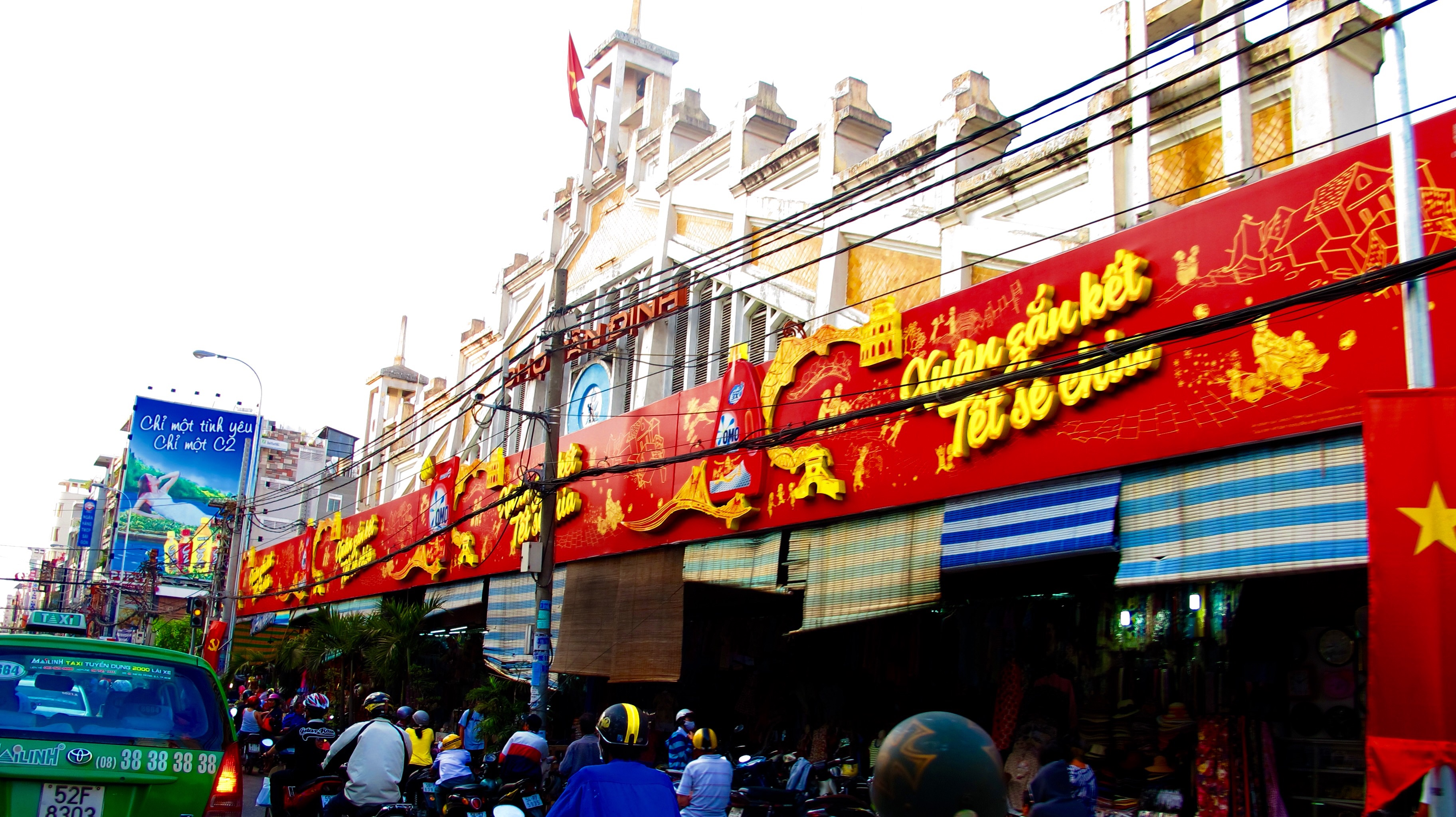

新定坊是越南南部胡志明市的一个坊。
新定坊原有面积0.63平方公里，1999年人口30.850人。